# Драган Малешевич Тапи
Драган Малешевич Тапи (на сръбски: Драган Малешевић Тапи) е сред водещите художници на сръбския хиперреализъм. По професия е икономист.

## Биография
Роден е в Белград през 1949 г. Още съвсем млад започва да рисува като самоук.
Кариерата му на художник започва, когато той е на 7 години, във фоайето на сграда на улица Хиландарска, № 4 в Белград. Копира комикса „Три дяволчета“, които баща му, журналист, e му донесъл от печатницата на „Политика“, преди комиксът още да се е появил по вестникарските будки. Билети за първата си самостоятелна „изложба“, която се проведе на входа на сграда си, струваше пет динара за деца и десет динара за възрастни. През 1985 г. произведенията му, заедно с творбите на Mица Попович и Oля Иваницки, са публично изложени в групова изложба в Ровине, където продължава да показва творбите му през следващите пет години. Решаващият момент за кариерата му е продажбата на някои от първите му картини в галерия Прийко в Дубровник през 1987 г. Първата картина на Тапи е била продадена на германски турист за 8 000 германски марки, въпреки че художникът отначало иска за нея 50 хиляди долара. След само две години списание „Art News“ го включва сред седемте най-добри хиперреалисти в света.
През 1980-те и 1990-те години картините му се радват на голямо внимание от медиите, а това е последвано от множество самостоятелни и групови изложби в цяла родината си и в чужбина: САЩ, Куба, Белгия, Франция, Великобритания, Германия, Швейцария, Гърция, Кипър, България, Хърватия, Черна гора, Северна Македония, Русия, Китай и Япония. Картини на Tапи се намират в многобройни частни колекции, като тази на бившия президент на САЩ Джордж Х. У. Буш и на държавния секретар Хенри Кисинджър, на Какуей Танака, както и на много други обществени личности от цял свят, но също така и в обществени колекции, включително и колекцията на Белия дом. През 2000 г. американският щат Джорджия обявява Драган Малешевич Тапи за почетен гражданин на Джорджия. Внезапната смърт на художника през 2002 г. не му позволява да подреди няколко планирани изложби, сред които и в музея Пеги Гугенхайм.

## Творчество
Съвременните критици оценяват Драган Малешевич Тапи като представителен лидер на хиперреализма и на магическия реализъм. Част от критиката оценява рисуването му като еклектично и илюзионистко.
Картините му са масло върху платно или дърво, а техниката му следва разработената от големите майстори, особено Ян ван Ейк и Салвадор Дали. Благодарение на този специална техника на рисуване картините му са на високо ниво на материализация. И макар да рисува само видимите неща, много прецизно, той запазва духа на оптимизъм и радост от живота. За някои критици това е спецификата на стила на Тапи. Голямата част от критиците смятат, че художественият език на Тапи е разбираем за най-широка публика.
През последните години на творческата си активност създава и скулптура.
В картините на Тапи доминират сцени от всекидневния живот, изобразени с почти фотографска точност. Също така рисува пейзажи, жанрови композиции, натюрморт, женски актове. Някои от картините са с исторически, с религиозни или със социални мотиви.
Със сигурност може да се каже, че Tапи е един от най-известните и популярни сръбски художници, с неговите картини достига няколко стотици хиляди щатски долари и неговите копия се продават по целия свят. За целия си живот той е автор на около стотина картини, включително и най-популярните: Поле на щастието, Лебеди, Венецуела, 18-а дупка, Гараж, Духът на Тесла, Анна Бах, Борба на Турция, Родезия, Радостта от несъстоятелност (върху корицата за името на компилация „Има нека тајна веза“ за групата Бијело Дугме), Warm-Cold (върху корицата за името на компилация „Най-доброто от Оливър Мандич“), Бандата на Жика (Горан Брегович корицата на компактдиска Музика за филми), Bliher и т.н.

## Tапи и масонството
В сръбската публична сфера, успоредно с артистичното реноме, Tапи си създава име и на един от най-влиятелните масони в страната. През 1990 г., заедно с личности с подобни на неговите възгледи, Tапи съживява югославската Велика ложа, и се превръща в един от най-големите публични изразители на масонството. Когато умира е масон от 33-та степен. След неговата внезапна смърт Великата народна ложа на Сърбия формира нова ложа, наречена в негова чест Драган Малешевич Тапи.

## Самостоятелни изложби
- 1989 г. Музея в Бор
- 1991 г. Югославската художествена галерия, Белград
- 1992 г. Св. Стефан Галерия – Черна гора; Галерия Панорама, Ниш; Музей на Войводина, Нови Сад; Галерия на шотландския обред, Лос Анджелис, САЩ; Милош Палас, Пожаревац; Леонардо галерия в Белград; Кафе галерия „Градина“ в Белград;
- 1993 г. Херцег Нови; ICC Арт Галерия Лимасол, Кипър
- 1994 г. Хотел Витоша, София, България; Културен център на Котор; Културен център на Подгорица
- 1995 г. Кафе галерия Кикинда; Галерия Рената, Сомбор; Музеят на град Белград-галерия, Белград.
- 1996 г. Изложба на картината „О, моите хора!“ в Югославската художествена галерия в Белград; Народен театър „Зоран Радмилович – Зайчар;
- 1997 г. Арт галерия „Руския дома“ в Белград
- 1999 г. Културен център на Скопие, Северна Македония, Св. Стефан Галерия – Черна гора
- 2001 г. Музей на Войводина, Нови Сад; Св. Стефан Галерия – Черна гора; „Гранд“ Хотел-Копаоник

## Колективни изложби
- 1986 г. Музеят в Ровине
- 1987 г. Галерия Студии номер 57 – Прийко галерия – Дубровник;
- 1989 г. Кейт Грийн Галерия, Парк Авеню, Ню Йорк
- 1990 г. Леонардо галерия в Белград.
- 1992 г. Галерия Роза в Белград
- 1994 г. Галерия „Пикасо“, Панчево; „Град“ Галерия, в Белград.
- 1995 г. Галерия „Пикасо“, Панчево.
- 1996 г. Югославската художествена галерия в Белград; Белградски музей на съвременно изкуство, изложба „Никола Тесла“, павилион Цвийета Зузорич, Белград.
- 2000 г. Югославската художествена галерия в Белград.